# Potelières
Potelières é uma comuna francesa na região administrativa de Occitânia, no departamento de Gard. Estende-se por uma área de 6,47 km². Em 2010 a comuna tinha 373 habitantes (densidade: 57,7 hab./km²).